# نهر تاركوي
نهر تاركوي (بالإنجليزية: Tarqui River)‏ هو نهر من أنهار الإكوادور.